# Ungarische Sozialistische Arbeiterpartei
Die Ungarische Sozialistische Arbeiterpartei (USAP; ungarisch Magyar Szocialista Munkáspárt, kurz MSZMP) war eine von 1956 bis 1989 bestehende politische Partei in Ungarn.
Die USAP war Rechtsnachfolgerin der Magyar Dolgozók Pártja (MDP, „Partei der Ungarischen Werktätigen“), die von 1949 bis 1956 bestand. Sie wurde im Dezember 1956 nach der Niederschlagung des Ungarischen Volksaufstands von János Kádár gegründet.
Im Oktober 1989 wurde die Partei in Ungarische Sozialistische Partei (Magyar Szocialista Párt, MSZP) umgewandelt und erhielt in der Folgezeit eine sozialdemokratische Prägung. Die Altkommunisten, die mit dieser Umorientierung nicht einverstanden waren, gründeten unter ihrem Vorsitzenden Gyula Thürmer die kommunistisch ausgerichtete Ungarische Arbeiterpartei (Magyar Munkáspárt).

## Parteitage der MSZMP
Die Parteitage setzten in der Zählung an den Parteikongressen der vorherigen MDP bzw. der davor bestehenden Ungarischen Kommunistischen Partei (Magyar Kommunista Párt, MKP) an, so dass der erste Parteitag der MSZMP am 5. Dezember 1959 als VII. Parteikongress gezählt wurde. Die Parteitage zwischen 1956 und 1989 fanden wie folgt statt:
- 05.12.1959: VII. Parteikongress

Der Parteikongress führt zu einer Konsolidierung der Herrschaft Kádárs.
- 24.11.1962: VIII. Parteikongress
- 03.12.1966: IX. Parteikongress

Für die auf dem IX. Parteitag beschlossene Wirtschaftsreform werden auch parteilose Fachleute benötigt, die Kádár mit der Devise „Wer nicht gegen uns ist, ist für uns“ zu gewinnen sucht.
- 28.11.1970: X. Parteikongress

Der X. Parteitag verabschiedet ein neues Parteistatut: Abwahl von Funktionären bei „Machtmissbrauch“ und „Unterdrückung der Kritik“. Der Generalsekretär der KPdSU, Leonid Iljitsch Breschnew, erkennt Kádárs „Kurs der Mitte“ an. Ankündigung einer neuen Verfassung mit Aufwertung der Funktionen des Parlaments (Országgyűlés). Ein neues Wahlgesetz erlaubt es jedem Bürger, sich um ein Parlamentsmandat zu bewerben.
- 22.03.1975: XI. Parteikongress

Der XI. Parteitag bekräftigt die Beibehaltung des bisherigen Kurses der Mitte: Die Stabilität der ungarischen Reformvolkswirtschaft, die den aktuellen Bedingungen jeweils angepasst wird (weltwirtschaftlich: Energiekrise, binnenwirtschaftlich: Arbeitskräftemangel), findet zum zehnjährigen Jubiläum der Wirtschaftsreform internationale Anerkennung. Mitte der 1970er Jahre erfolgt eine vorsichtige Einschränkung der Planungsfreiheit, 1976 kommt es zu Preiserhöhungen.
- 27.03.1980: XII. Parteikongress
- 28.03.1985: XIII. Parteikongress
- 06./07.10.1989: XIV. Parteikongress

## Politbüro des ZK der MSZMP
Das oberste Führungsgremium der MSZMP war das Politbüro des Zentralkomitees (ZK). Die Mitglieder wurden in der Regel auf den Parteitagen oder teilweise auch während der Plenumsitzungen des ZK bestimmt. Dem Politbüro gehörten zwischen 1956 und 1989 folgende Persönlichkeiten an:
- 07.11.1956 – 27.03.1980: Antal Apró
- 07.11.1956 – 27.03.1980: Béla Biszku
- 07.11.1956 – 22.03.1975: Lajos Fehér
- 07.11.1956 – 22.05.1988: János Kádár
- 07.11.1956 – 22.03.1975: Gyula Kállai
- 07.11.1956 – 16.08.1962: Károly Kiss
- 07.11.1956 – 12.10.1962: György Marosán
- 07.11.1956 – 03.12.1966: Ferenc Münnich
- 26.02.1957 – 28.09.1965: Sándor Rónai
- 26.02.1957 – 03.12.1966: Miklós Somogyi
- 29.06.1957 – 27.03.1980: Jenő Fock
- 05.12.1959 – 27.03.1980: Dezső Nemes
- 24.11.1962 – 22.05.1988: Sándor Gáspár
- 24.11.1962 – 28.05.1974: Zoltán Komócsin
- 24.11.1962 – 29.09.1969: István Szirmai
- 03.12.1966 – 22.03.1975: Rezső Nyers
- 28.11.1970 – 22.05.1988: György Aczél
- 28.11.1970 – 28.03.1985: Valéria Benke
- 28.11.1970 – 22.05.1988: Károly Németh
- 22.03.1975 – 22.05.1988: György Lázár
- 22.03.1975 – 22.05.1988: László Maróthy
- 22.03.1975 – 22.05.1988: Miklós Óvári
- 22.03.1975 – 23.06.1987: István Sarlós
- 02.07.1975 – 27.03.1980: István Huszár
- 02.07.1975 – 23.06.1987: Pál Losonczi
- 27.03.1980 – 22.05.1988: Ferenc Havasi
- 27.03.1980 – 28.03.1985: Mihály Korom
- 27.03.1980 – 28.03.1985: Lajos Méhes
- 28.03.1985 – 07.10.1989: Károly Grósz
- 28.03.1985 – 24.06.1989: Csaba Hámori
- 28.03.1985 – 12.04.1989: István Szabó
- 23.06.1987 – 12.04.1989: János Berecz
- 23.06.1987 – 12.04.1989: Judit Csehák
- 22.05.1988 – 24.06.1989: Pál Iványi
- 22.05.1988 – 12.04.1989: János Lukács
- 22.05.1988 – 07.10.1989: Miklós Németh
- 22.05.1988 – 07.10.1989: Rezső Nyers (2. Mal)
- 22.05.1988 – 07.10.1989: Imre Pozsgay
- 22.05.1988 – 24.06.1989: Ilona Tatai
- 12.04.1989 – 24.06.1989: Mihály Jassó
- 12.04.1989 – 24.06.1989: Pál Vastagh

| Datum                 | Oberstes Führungsgremium der MSZMP    | Oberstes Führungsgremium der MSZMP     | Oberstes Führungsgremium der MSZMP         | Oberstes Führungsgremium der MSZMP   | Oberstes Führungsgremium der MSZMP | Oberstes Führungsgremium der MSZMP | Oberstes Führungsgremium der MSZMP | Oberstes Führungsgremium der MSZMP | Oberstes Führungsgremium der MSZMP  | Oberstes Führungsgremium der MSZMP   | Oberstes Führungsgremium der MSZMP | Oberstes Führungsgremium der MSZMP | Oberstes Führungsgremium der MSZMP  | Oberstes Führungsgremium der MSZMP  | Oberstes Führungsgremium der MSZMP | Mitgl. |
| --------------------- | ------------------------------------- | -------------------------------------- | ------------------------------------------ | ------------------------------------ | ---------------------------------- | ---------------------------------- | ---------------------------------- | ---------------------------------- | ----------------------------------- | ------------------------------------ | ---------------------------------- | ---------------------------------- | ----------------------------------- | ----------------------------------- | ---------------------------------- | ------ |
| 07.11.1956            | 07.11.1956 16.08.1962 Károly Kiss     | 07.11.1956 12.10.1962 György Marosán   | 07.11.1956 03.12.1966 Ferenc Münnich       | 07.11.1956 22.03.1975 Lajos Fehér    | 07.11.1956 22.03.1975 Gyula Kállai | 07.11.1956 27.03.1980 Antal Apró   | 07.11.1956 27.03.1980 Béla Biszku  | 07.11.1956 22.05.1988 János Kádár  |                                     |                                      |                                    |                                    |                                     |                                     |                                    | 8      |
| 26.02.1957            | 07.11.1956 16.08.1962 Károly Kiss     | 07.11.1956 12.10.1962 György Marosán   | 07.11.1956 03.12.1966 Ferenc Münnich       | 07.11.1956 22.03.1975 Lajos Fehér    | 07.11.1956 22.03.1975 Gyula Kállai | 07.11.1956 27.03.1980 Antal Apró   | 07.11.1956 27.03.1980 Béla Biszku  | 07.11.1956 22.05.1988 János Kádár  | 26.02.1957 28.09.1965† Sándor Rónai | 26.02.1957 03.12.1966 Miklós Somogyi | 10                                 |                                    |                                     |                                     |                                    |        |
| 29.06.1957            | 07.11.1956 16.08.1962 Károly Kiss     | 07.11.1956 12.10.1962 György Marosán   | 07.11.1956 03.12.1966 Ferenc Münnich       | 07.11.1956 22.03.1975 Lajos Fehér    | 07.11.1956 22.03.1975 Gyula Kállai | 07.11.1956 27.03.1980 Antal Apró   | 07.11.1956 27.03.1980 Béla Biszku  | 07.11.1956 22.05.1988 János Kádár  | 26.02.1957 28.09.1965† Sándor Rónai | 26.02.1957 03.12.1966 Miklós Somogyi | 29.06.1957 27.03.1980 Jenő Fock    | 11                                 |                                     |                                     |                                    |        |
| 05.12.1959            | 07.11.1956 16.08.1962 Károly Kiss     | 07.11.1956 12.10.1962 György Marosán   | 07.11.1956 03.12.1966 Ferenc Münnich       | 07.11.1956 22.03.1975 Lajos Fehér    | 07.11.1956 22.03.1975 Gyula Kállai | 07.11.1956 27.03.1980 Antal Apró   | 07.11.1956 27.03.1980 Béla Biszku  | 07.11.1956 22.05.1988 János Kádár  | 26.02.1957 28.09.1965† Sándor Rónai | 26.02.1957 03.12.1966 Miklós Somogyi | 29.06.1957 27.03.1980 Jenő Fock    | 05.12.1959 27.03.1980 Dezső Nemes  | 12                                  |                                     |                                    |        |
| 17.08.1962            |                                       | 07.11.1956 12.10.1962 György Marosán   | 07.11.1956 03.12.1966 Ferenc Münnich       | 07.11.1956 22.03.1975 Lajos Fehér    | 07.11.1956 22.03.1975 Gyula Kállai | 07.11.1956 27.03.1980 Antal Apró   | 07.11.1956 27.03.1980 Béla Biszku  | 07.11.1956 22.05.1988 János Kádár  | 26.02.1957 28.09.1965† Sándor Rónai | 26.02.1957 03.12.1966 Miklós Somogyi | 29.06.1957 27.03.1980 Jenő Fock    | 05.12.1959 27.03.1980 Dezső Nemes  | 11                                  |                                     |                                    |        |
| 13.10.1962            |                                       | 10                                     | 07.11.1956 03.12.1966 Ferenc Münnich       | 07.11.1956 22.03.1975 Lajos Fehér    | 07.11.1956 22.03.1975 Gyula Kállai | 07.11.1956 27.03.1980 Antal Apró   | 07.11.1956 27.03.1980 Béla Biszku  | 07.11.1956 22.05.1988 János Kádár  | 26.02.1957 28.09.1965† Sándor Rónai | 26.02.1957 03.12.1966 Miklós Somogyi | 29.06.1957 27.03.1980 Jenő Fock    | 05.12.1959 27.03.1980 Dezső Nemes  |                                     |                                     |                                    |        |
| 24.11.1962            | 24.11.1962 29.09.1969† István Szirmai | 24.11.1962 29.05.1974† Zoltán Komócsin | 07.11.1956 03.12.1966 Ferenc Münnich       | 07.11.1956 22.03.1975 Lajos Fehér    | 07.11.1956 22.03.1975 Gyula Kállai | 07.11.1956 27.03.1980 Antal Apró   | 07.11.1956 27.03.1980 Béla Biszku  | 07.11.1956 22.05.1988 János Kádár  | 26.02.1957 28.09.1965† Sándor Rónai | 26.02.1957 03.12.1966 Miklós Somogyi | 29.06.1957 27.03.1980 Jenő Fock    | 05.12.1959 27.03.1980 Dezső Nemes  | 24.11.1962 22.05.1988 Sándor Gáspár | 13                                  |                                    |        |
| 29.09.1965            | 24.11.1962 29.09.1969† István Szirmai | 24.11.1962 29.05.1974† Zoltán Komócsin | 07.11.1956 03.12.1966 Ferenc Münnich       | 07.11.1956 22.03.1975 Lajos Fehér    | 07.11.1956 22.03.1975 Gyula Kállai | 07.11.1956 27.03.1980 Antal Apró   | 07.11.1956 27.03.1980 Béla Biszku  | 07.11.1956 22.05.1988 János Kádár  |                                     | 26.02.1957 03.12.1966 Miklós Somogyi | 29.06.1957 27.03.1980 Jenő Fock    | 05.12.1959 27.03.1980 Dezső Nemes  | 24.11.1962 22.05.1988 Sándor Gáspár | 12                                  |                                    |        |
| 03.12.1966            | 24.11.1962 29.09.1969† István Szirmai | 24.11.1962 29.05.1974† Zoltán Komócsin | 03.12.1966 22.03.1975 Rezső Nyers (1. Mal) | 07.11.1956 22.03.1975 Lajos Fehér    | 07.11.1956 22.03.1975 Gyula Kállai | 07.11.1956 27.03.1980 Antal Apró   | 07.11.1956 27.03.1980 Béla Biszku  | 07.11.1956 22.05.1988 János Kádár  |                                     | 11                                   | 29.06.1957 27.03.1980 Jenő Fock    | 05.12.1959 27.03.1980 Dezső Nemes  | 24.11.1962 22.05.1988 Sándor Gáspár |                                     |                                    |        |
| 30.09.1969            |                                       | 24.11.1962 29.05.1974† Zoltán Komócsin | 03.12.1966 22.03.1975 Rezső Nyers (1. Mal) | 07.11.1956 22.03.1975 Lajos Fehér    | 07.11.1956 22.03.1975 Gyula Kállai | 07.11.1956 27.03.1980 Antal Apró   | 07.11.1956 27.03.1980 Béla Biszku  | 07.11.1956 22.05.1988 János Kádár  | 10                                  |                                      | 29.06.1957 27.03.1980 Jenő Fock    | 05.12.1959 27.03.1980 Dezső Nemes  | 24.11.1962 22.05.1988 Sándor Gáspár |                                     |                                    |        |
| 28.11.1970            | 28.11.1970 28.03.1985 Valéria Benke   | 24.11.1962 29.05.1974† Zoltán Komócsin | 03.12.1966 22.03.1975 Rezső Nyers (1. Mal) | 07.11.1956 22.03.1975 Lajos Fehér    | 07.11.1956 22.03.1975 Gyula Kállai | 07.11.1956 27.03.1980 Antal Apró   | 07.11.1956 27.03.1980 Béla Biszku  | 07.11.1956 22.05.1988 János Kádár  | 28.11.1970 22.05.1988 György Aczél  | 28.11.1970 22.05.1988 Károly Németh  | 29.06.1957 27.03.1980 Jenő Fock    | 05.12.1959 27.03.1980 Dezső Nemes  | 24.11.1962 22.05.1988 Sándor Gáspár | 13                                  |                                    |        |
| 30.05.1974            | 28.11.1970 28.03.1985 Valéria Benke   |                                        | 03.12.1966 22.03.1975 Rezső Nyers (1. Mal) | 07.11.1956 22.03.1975 Lajos Fehér    | 07.11.1956 22.03.1975 Gyula Kállai | 07.11.1956 27.03.1980 Antal Apró   | 07.11.1956 27.03.1980 Béla Biszku  | 07.11.1956 22.05.1988 János Kádár  | 28.11.1970 22.05.1988 György Aczél  | 28.11.1970 22.05.1988 Károly Németh  | 29.06.1957 27.03.1980 Jenő Fock    | 05.12.1959 27.03.1980 Dezső Nemes  | 24.11.1962 22.05.1988 Sándor Gáspár | 12                                  |                                    |        |
| 22.03.1975            | 28.11.1970 28.03.1985 Valéria Benke   | 22.03.1975 23.06.1987 István Sarlós    | 22.03.1975 22.05.1988 György Lázár         | 22.03.1975 22.05.1988 László Maróthy | 22.03.1975 22.05.1988 Miklós Óvári | 07.11.1956 27.03.1980 Antal Apró   | 07.11.1956 27.03.1980 Béla Biszku  | 07.11.1956 22.05.1988 János Kádár  | 28.11.1970 22.05.1988 György Aczél  | 28.11.1970 22.05.1988 Károly Németh  | 29.06.1957 27.03.1980 Jenő Fock    | 05.12.1959 27.03.1980 Dezső Nemes  | 24.11.1962 22.05.1988 Sándor Gáspár | 13                                  |                                    |        |
| 22.03.1975            | 28.11.1970 28.03.1985 Valéria Benke   | 22.03.1975 23.06.1987 István Sarlós    | 22.03.1975 22.05.1988 György Lázár         | 22.03.1975 22.05.1988 László Maróthy | 22.03.1975 22.05.1988 Miklós Óvári | 07.11.1956 27.03.1980 Antal Apró   | 07.11.1956 27.03.1980 Béla Biszku  | 07.11.1956 22.05.1988 János Kádár  | 28.11.1970 22.05.1988 György Aczél  | 28.11.1970 22.05.1988 Károly Németh  | 29.06.1957 27.03.1980 Jenő Fock    | 05.12.1959 27.03.1980 Dezső Nemes  | 24.11.1962 22.05.1988 Sándor Gáspár | 02.07.1975 27.03.1980 István Huszár | 02.07.1975 23.06.1987 Pál Losonczi | 15     |
| 27.03.1980            | 28.11.1970 28.03.1985 Valéria Benke   | 22.03.1975 23.06.1987 István Sarlós    | 22.03.1975 22.05.1988 György Lázár         | 22.03.1975 22.05.1988 László Maróthy | 22.03.1975 22.05.1988 Miklós Óvári |                                    |                                    | 07.11.1956 22.05.1988 János Kádár  | 28.11.1970 22.05.1988 György Aczél  | 28.11.1970 22.05.1988 Károly Németh  | 27.03.1980 28.03.1985 Mihály Korom | 27.03.1980 28.03.1985 Lajos Méhes  | 24.11.1962 22.05.1988 Sándor Gáspár | 27.03.1980 22.05.1988 Ferenc Havasi | 02.07.1975 23.06.1987 Pál Losonczi | 13     |
| 28.03.1985            | 28.03.1985 12.04.1989 István Szabó    | 22.03.1975 23.06.1987 István Sarlós    | 22.03.1975 22.05.1988 György Lázár         | 22.03.1975 22.05.1988 László Maróthy | 22.03.1975 22.05.1988 Miklós Óvári | 28.03.1985 24.06.1989 Csaba Hámori | 28.03.1985 07.10.1989 Károly Grósz | 07.11.1956 22.05.1988 János Kádár  | 28.11.1970 22.05.1988 György Aczél  | 28.11.1970 22.05.1988 Károly Németh  | 13                                 |                                    | 24.11.1962 22.05.1988 Sándor Gáspár | 27.03.1980 22.05.1988 Ferenc Havasi | 02.07.1975 23.06.1987 Pál Losonczi |        |
| 23.06.1987            | 28.03.1985 12.04.1989 István Szabó    | 23.06.1987 12.04.1989 János Berecz     | 22.03.1975 22.05.1988 György Lázár         | 22.03.1975 22.05.1988 László Maróthy | 22.03.1975 22.05.1988 Miklós Óvári | 28.03.1985 24.06.1989 Csaba Hámori | 28.03.1985 07.10.1989 Károly Grósz | 07.11.1956 22.05.1988 János Kádár  | 28.11.1970 22.05.1988 György Aczél  | 28.11.1970 22.05.1988 Károly Németh  | 23.06.1987 12.04.1989 Judit Csehák | 13                                 | 24.11.1962 22.05.1988 Sándor Gáspár | 27.03.1980 22.05.1988 Ferenc Havasi |                                    |        |
| 22.05.1988            | 28.03.1985 12.04.1989 István Szabó    | 23.06.1987 12.04.1989 János Berecz     | 22.05.1988 07.10.1989 Rezső Nyers (2. Mal) | 22.05.1988 07.10.1989 Miklós Németh  | 22.05.1988 07.10.1989 Imre Pozsgay | 28.03.1985 24.06.1989 Csaba Hámori | 28.03.1985 07.10.1989 Károly Grósz |                                    |                                     | 22.05.1988 12.04.1989 János Lukács   | 23.06.1987 12.04.1989 Judit Csehák | 22.05.1988 24.06.1989 Pál Iványi   | 22.05.1988 24.06.1989 Ilona Tatai   | 11                                  |                                    |        |
| 12.04.1989            | 12.04.1989 24.06.1989 Mihály Jassó    | 12.04.1989 24.06.1989 Pál Vastagh      | 22.05.1988 07.10.1989 Rezső Nyers (2. Mal) | 22.05.1988 07.10.1989 Miklós Németh  | 22.05.1988 07.10.1989 Imre Pozsgay | 28.03.1985 24.06.1989 Csaba Hámori | 28.03.1985 07.10.1989 Károly Grósz |                                    |                                     | 9                                    |                                    | 22.05.1988 24.06.1989 Pál Iványi   | 22.05.1988 24.06.1989 Ilona Tatai   |                                     |                                    |        |
| 25.06.1989 07.10.1989 |                                       |                                        | 22.05.1988 07.10.1989 Rezső Nyers (2. Mal) | 22.05.1988 07.10.1989 Miklós Németh  | 22.05.1988 07.10.1989 Imre Pozsgay |                                    | 28.03.1985 07.10.1989 Károly Grósz |                                    |                                     | 4                                    |                                    |                                    |                                     |                                     |                                    |        |